# خوليو سيزار منديز مانتينيغرو
خوليو سيزار منديز مانتينيغرو (بالإسبانية: Julio César Méndez Montenegro)‏ (23 نوفمبر 1915 - 30 أبريل 1996 ). كان رئيس الحزب الثوري غواتيمالا من 1 يوليو 1966 - 1 يوليو 1970. منديز انتخب على اساس برنامج وعد باجراء اصلاحات ديمقراطية وتقليص القوة العسكرية.

## روابط خارجية
- خوليو سيزار منديز مانتينيغرو على موقع مونزينجر (الألمانية)